# 埃塞尔伯特 (威塞克斯)
埃塞尔伯特（直译 伟大的贵族；835年—865年秋）是从858年起的肯特国王，从860年起的威塞克斯国王，他拥有这两个头衔直到865年他的去世。他是埃塞尔伍尔夫和他的首任妻子Osburh的三子。855年他成为肯特的下王（under-king），当他的父亲埃塞尔伍尔夫访问罗马的时候。他的二哥埃塞尔博尔德则被留下统领西撒克逊人。在他的父亲于858年死亡后，他接替他的父亲成为肯特国王，得到了原来王国的东部地区。当860年埃塞尔博尔德无嗣而终时，西撒克逊人的王族就拥立埃塞尔伯特为王。